# 도살자 (2007년 영화)
"도살자"(The Butcher)는 한국에서 제작된 김진원 감독의 2007년 드라마 영화이다.

## 출연
- 유동훈
- 김성일[2][3]

## 기타
- 조명: 이상현